# Joan Antoni Solans Huguet
Joan Antoni Solans Huguet (Barcelona, 15 d'octubre de 1941 - Calella de Palafrugell, 2 de setembre de 2019) fou un arquitecte i urbanista català.
Es llicencià a la Universitat de Barcelona el 1965. Dedicat essencialment a l'urbanisme, fou director dels treballs del Pla general metropolità de Barcelona, i entre 1977-80 fou delegat de Serveis d'Urbanisme a l'ajuntament de Barcelona. Entre 1980 i 1997 fou director general d'Urbanisme de la Generalitat de Catalunya i vicepresident de l'Institut Català del Sòl.
Les seves aportacions teòriques i la seva experiència docent han influït les noves generacions d'urbanistes. El 2003, va rebre la Creu de Sant Jordi. Des del 2004, fou membre de la Reial Acadèmia Catalana de Belles Arts de Sant Jordi (i president d'aquesta entitat des del 2011 fins a la seva mort) i, des del 2005, fou membre de l'Institut d'Estudis Catalans, en l'apartat de Ciències i Tecnologia. Fou coautor del llibre Gaudí 2002. Miscel·lània i membre d'honor de l'Agrupació Catalana de Tècnics Urbanistes. El 2004 li fou atorgada la insígnia de cavaller de la Legió d'Honor. Va morir el 2 de setembre de 2019, a l'edat de 77 anys, en un accident de trànsit.